# Klomanager
Klomanager ist eine ursprünglich für den Atari ST programmierte Wirtschaftssimulation von Anvil-Soft aus dem Jahr 1995. Der Spieler schlüpft hierbei in die Rolle eines WC-Managers, der die Aufsicht über mehrere öffentliche Toiletten einer Stadt hat. Er muss im Laufe des Spiels dafür sorgen, dass die Einrichtungen gepflegt und sauber sind. Außerdem kann er mit allerlei Upgrades das Besuchen der Klosetts attraktiver gestalten (bspw. mit Toilettenpapier aus Seide oder WC-Schüsseln aus Gold). Aber auch dunkle Machenschaften wie Sabotage stehen dem Spieler zur Verfügung, um die Konkurrenz auszustechen. Ziel des Spiels ist es, vor den anderen Spielern möglichst viel Geld von den Besuchern der Einrichtungen sowie Auszeichnungen zu ergattern um schließlich Klomanager zu werden.

## Atari
Ursprünglich entwickelten Matthias Hofmann und Ronald Wendt Klomanager für den Atari ST. Diese Version bietet dasselbe Spielprinzip wie die neuere Windows-Version. Bis zu vier Spieler können an einer Partie teilnehmen. Wie alle Spiele damals hatte Klomanager 16 Farben, bei einer maximalen Bildauflösung von 320 × 200 Pixeln. Die Produktion des Spiels begann 1993. Zwei Jahre später wurde es veröffentlicht, wobei Klomanager erst im Januar 1996 durch einen Auftritt in der Zeitschrift Atari Inside auf große Resonanz stieß.

## Windows
2000 erschien Klomanager erstmals für Windows. Als Neuerungen enthält das Spiel eine überarbeitete grafische Oberfläche und eine etwas vertiefte Hintergrundhandlung. Auch im Spiel selbst gab es einige Neuerungen wie zum Beispiel Klobrillen mit Getränkehalter. Später gab es zwei weitere Versionen des Spiels, Klomanager Gold und Klomanager Deluxe, die zwar verbesserte Grafiken und kleine Änderungen liefern, jedoch dasselbe Spielprinzip aufweisen.
2006 erschien in den Beneluxstaaten eine englische Fassung unter dem Titel Toilet Tycoon.
Am 20. Dezember 2018 wurde die Alphaversion der Neuauflage Klomanager – Hochgewürgt von Ronald Wendt veröffentlicht. Diese Fassung liegt auch für Android vor und soll für Linux und eventuell weitere System wie macOS oder iOS erscheinen.

## Klomanager – Hochgewürgt
Aufgrund der positiven Resonanz von Klomanager entwickelte Anvil-Soft ab 2001 einen Nachfolger, der bereits 2006 in den Handel kommen sollte.
Schlussendlich wurde der Nachfolger am 15. Oktober 2021 veröffentlicht. Änderungen sind zum Beispiel: Überarbeitete Grafiken, Naturkatastrophen, Zufallsereignisse, neue Stadt und neue Sabotagemöglichkeiten.

## Trivia
- Beim Erscheinen des Spieles widmete GIGA Klomanager 15 Minuten Sendezeit.